# Енисейская губерния
Енисе́йская губе́рния — административно-территориальная единица Российской империи, впоследствии Российской республики, Российского государства и РСФСР в 1822—1925 годах.

## Общие сведения
В 1724 году в составе Сибирской губернии была выделена Енисейская провинция, границы которой примерно соответствовали будущей Енисейской губернии. Провинция была расформирована в 1775 году.
Енисейская губерния образовалась в результате административной реформы по проекту Сперанского. Указом Александра I «О разделении Сибири на два генерал-губернаторства» от 26 января (7 февраля) 1822 года Сибирское генерал-губернаторство было разделено на Западное и Восточное.
22 июля (3 августа) 1822 из состава Томской губернии выделили Енисейскую губернию в составе пяти округов (бывших уездов):
- Ачинский уезд (из западной части Красноярского, юго-запада Енисейского и северо-востока Томского уездов);
- Енисейский уезд (в него вошла также территория упразднённого Туруханского уезда под названием Туруханского комиссарства, позже отдельного управления);
- Канский уезд (из частей Красноярского, Енисейского уездов, Иланской и Бирюсинской волостей Нижнеудинского уезда Иркутской губернии от р. Бирюсы до р. Кан);
- Красноярский уезд;
- Минусинский уезд (выделен из южной части Красноярского уезда).
- Усинский пограничный округ (выделен из Минусинского уезда в 1886 г.)

Губернское управление было учреждено в городе Красноярске.
Новообразованная губерния была включена в состав Восточно-Сибирского генерал-губернаторства.
Административно-территориальное деление Енисейской губернии оставалась в основном неизменным до 1924 года. Изменялось лишь волостное деление.
Количество волостей в губернии — 35.
В Ачинском округе: Балахтинская, Назаровская, Покровская, Мелецкая инородческая управа, Кызыльская степная дума, Ужурская волость.
В Енисейском округе: Анциферовская, Бельская, Казачинская, Кежемская, Маклаковская, Пинчугская, Яланская.
В Канском округе: Анцирская, Ирбейская, Рыбинская, Тасеевская, Тинская, Устьянская, Уринская, Шелаевское общество.
В Красноярском округе: Вознесенская, Ботойская тож, Заледеевская, Еловская, Нахвальская, Погорельская, Сухобузимская, Частостровская.
В Минусинском округе: Абаканская, Абаканская инородческая управа, Аскызская степная дума, Бейская волость, Ермаковская волость, Идринская, Курагинская, Новоселовская, Сагайская, Тесинская, Шушенская.
Туруханский край делится на 3 участка, те же волости.
С 1898 года округа Енисейской губернии вновь стали называться уездами.
Енисейская губерния занимала западную часть Восточной Сибири между 52° 20' и 77° 33' северной широты и 95° и 128° восточной долготы. Простиралась от южных до северных пределов Российской империи. Площадь имела вид неправильного многоугольника, вытянутого в направлении от юго-запада к северо-востоку. Наибольшая длина губернии от Китая до крайней северной оконечности Азии (мыса на востоке Таймырского полуострова) 2800 вёрст, наибольшая ширина с запада на восток — до 1300 вёрст. С севера губерния была ограничена Северным океаном, с северо-востока Вилюйским округом Якутской области, с востока и юго-востока Киренским и Нижнеудинским округами Иркутской губернии; с юга Китаем. На западе губерния граничила с Западной Сибирью. На юго-западе и западе с Кузнецким, Мариинским и Нарымским округами Томской губернии, с северо-запада с Берёзовским округом Тобольской губернии.
Площадь Енисейской губернии составляла 2 211 589 квадратных вёрст (вторая по величине губерния, после Якутской области).

## Герб губернии
«В червлёном щите золотой лев с лазоревыми глазами и языком, и чёрными когтями, держащим в правой лапе такой же серп. Щит увенчан императорской короной и окружён золотыми дубовыми листьями, соединённых Андреевской лентой».
Герб Енисейской губернии утверждён 5 июля 1878 года. В 1886 году гербовым отделением при Департаменте геральдии с городских щитов были удалены украшения.
Лев символизировал силу и мужество, а серп и лопата отражали главное занятие жителей — земледелие и добычу ископаемых, в первую очередь — золота.

## История

### XVII век
В 1619 году с постройкой Енисейского острога началось освоение русскими бассейна реки Енисей. В 1628 году был построен Красноярский острог. С 1629 года территории будущей Енисейской губернии входили в состав Томского разряда. С 1677 года выделены в отдельный Енисейский разряд.

### XVIII век
Пётр I в 1708 году для упорядочения управления государством провёл территориально-административные преобразования. Основной административной единицей Российской империи стала губерния, в которую входили провинции, делившиеся на уезды. По Указу от 18 декабря 1708 года вся территория Российской империи делилась на восемь губерний. Сибирь и часть Приуралья вошли в состав Сибирской губернии с центром в Тобольске.
Из-за дальности расстояний, отсутствия путей сообщения управление территориями Сибирской губернии было чрезвычайно затруднено. Возникла необходимость в проведении территориальных преобразований. В 1719 году в составе Сибирской губернии были учреждены три провинции: Вятская, Соликамская и Тобольская, а через пять лет ещё две — Иркутская и Енисейская с центром в городе Енисейске. В Енисейскую провинцию входили уезды: Мангазейский, Енисейский, Красноярский, Томский, Кузнецкий, Нарымский и Кетский.
В 1764 году по указу Екатерины II территория Сибири подвергнута очередной административно-территориальной реформе: учреждена вторая губерния — Иркутская, в состав которой включены Енисейская провинция. Через два десятилетия Енисейская провинция ликвидирована, её уезды включены в состав трёх губерний: Тобольской (Енисейск и Ачинск), Иркутской и Колыванской (Красноярск).
В 1797 году все территории бассейна реки Енисея причислены к Тобольской губернии (до 1804 года; затем до 1822 года они входят в состав Томской губернии).

### XIX век
В целях централизации управления в 1803 году создается Сибирское генерал-губернаторство с центром в городе Иркутске, поглотившее территории Тобольской, Иркутской и Томской губерний.
В 1822 году эта система территориальной подчинённости была упразднена, взамен созданы Западно-Сибирское (центр Тобольск) и Восточно-Сибирское (центр Иркутск) генерал-губернаторства.
Одновременно по предложению М. М. Сперанского, проводившего ревизию сибирских владений, император Александр I подписал указ об образовании Енисейской губернии в составе пяти округов: Красноярского, Енисейского (с Туруханским краем), Ачинского, Минусинского и Канского. Административным центром вновь образованной губернии утверждён город Красноярск.
Сибирские народы относились к инородческому сословию и их кочевой статус подтверждался особой системой самоуправления «степная дума — инородная управа — родовое управление», в соответствии с «Уставом об управлении инородцев» (1822 г.). 

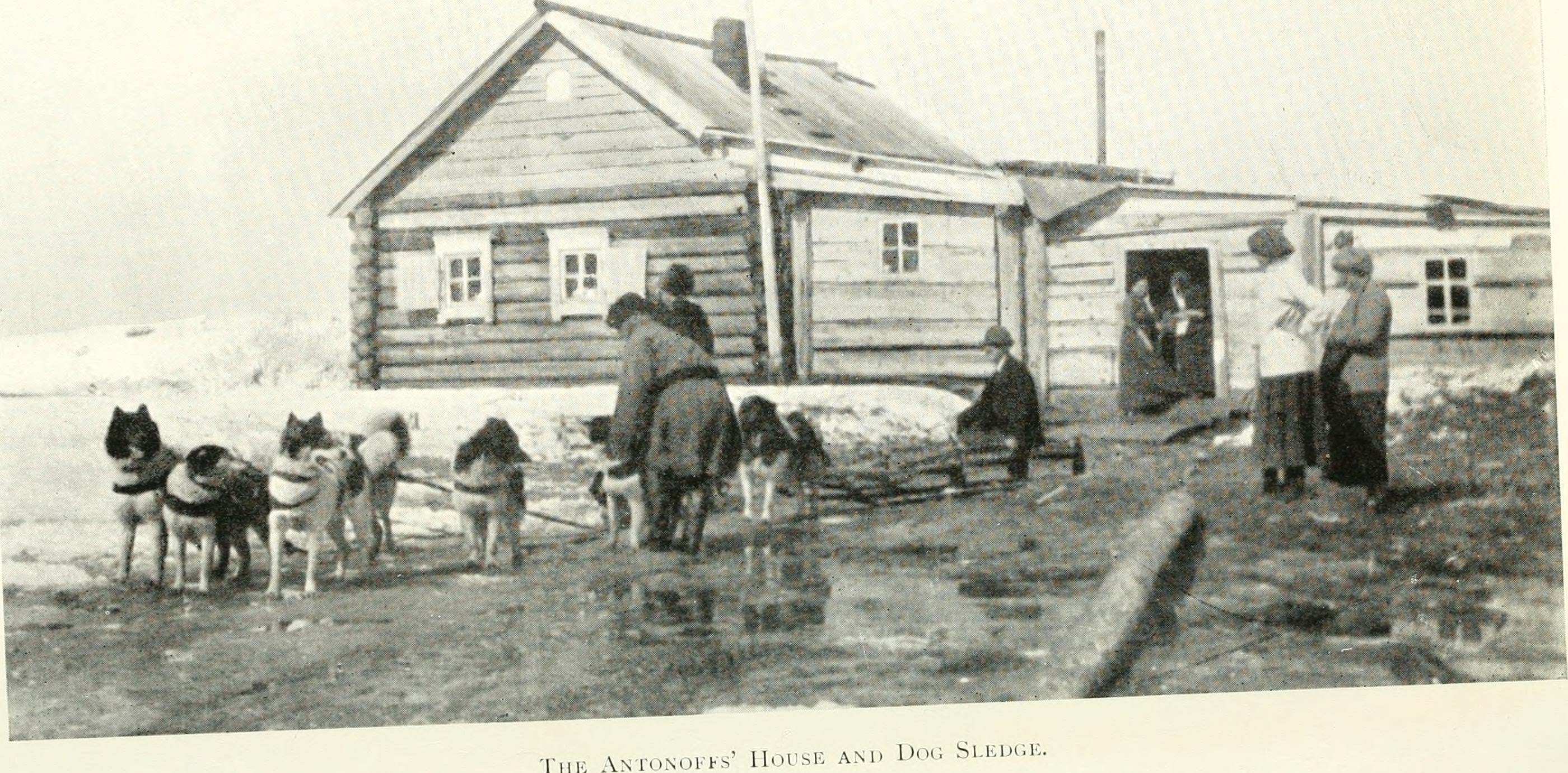
«Лето на Енисее» (1914) из книги Мод Хавиланд об экспедиции и результатах орнитологических исследований

26 февраля 1831 года Сенат издал указ «Об устройстве почтового управления в Енисейской губернии». В Красноярске была учреждена губернская почтовая контора, в Енисейске и Ачинске — почтовые экспедиции, а в Канске, Минусинске и Туруханске открыты почтовые отделения.
За 50 лет после создания Енисейской губернии в административном устройстве Российской империи прошли незначительные перемены: в 1879 году округа переименованы в уезды. Территория Енисейской губернии изменениям не подверглась и в основном совпадала с границами современного Красноярского края.

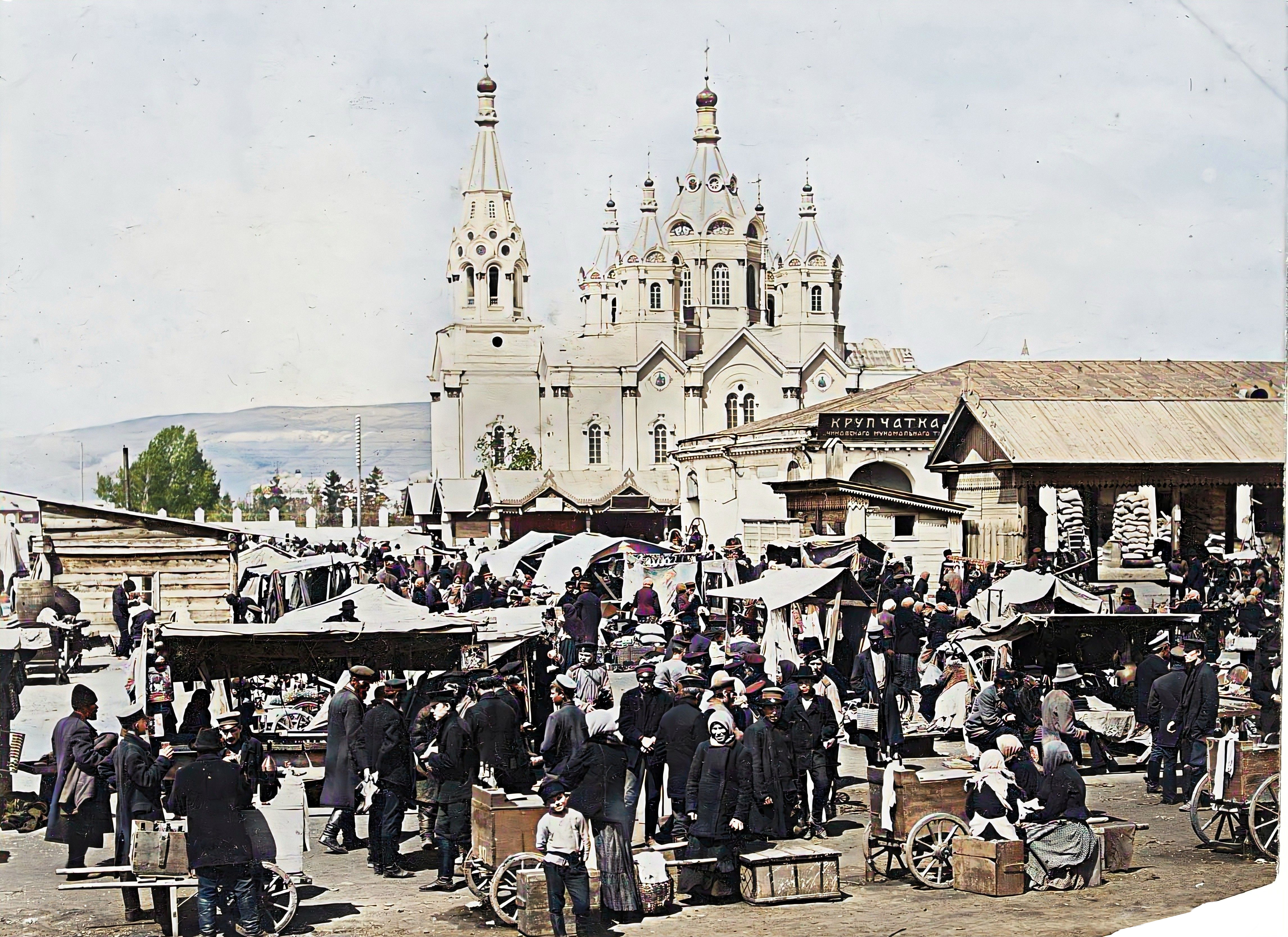
Богородице-Рождественский собор в Красноярске

В 1882 началось строительство Обь-Енисейского канала, который в 1891 был открыт для плавания малых судов.
В 1886 Усинский пограничный округ выделен из Минусинского Уезда.
В 1892 году Шарль Ваперо совершил путешествие из Пекина в Париж через Сибирь, опубликовав о своем путешествии в журнале рисунки и гравюры со своих фотографий:
Енисейская губерния очень плодородна; губернатор сообщает нам, что в Миноусинском уезде, в 200 верстах к югу, рожь стоит по 5 копеек за пуд и что сейчас продается урожай 1889 года. Только культивируется. Если бы вниз по течению были пути сообщения, эта страна была бы житницей Сибири. Пока здесь нет хлеба на продажу, в 1000 верстах на запад голод и голод, и голодающие крестьяне вынуждены эмигрировать.Шарль Ваперо, Из Пекина в Париж: Корея, Амур и Сибирь, XXII. Из Красноярска в Томск.
В 1894 летом состоялось путешествие П. Е. Островских от Академии Наук для изучения «туземцев Минусинского края» и собирания этнографических коллекций, результаты опубликованы в работе: «Этнографические заметки о тюрках Минусинского края (Отчет о поездке 1894)».
В 1897 П. Е. Островских совершает путешествие в Тоджинский хошун на средства Императорского Русского Географического Общества (ИРГО).
В 1899—1904 П. Е. Островских служа помощником податного инспектора по Туруханскому краю изучал промыслы и экономику русского и «инородческого» населения и также собирал этнографические коллекции.

### XX век
С 1913 года Енисейская губерния входит в Иркутское генерал-губернаторство.

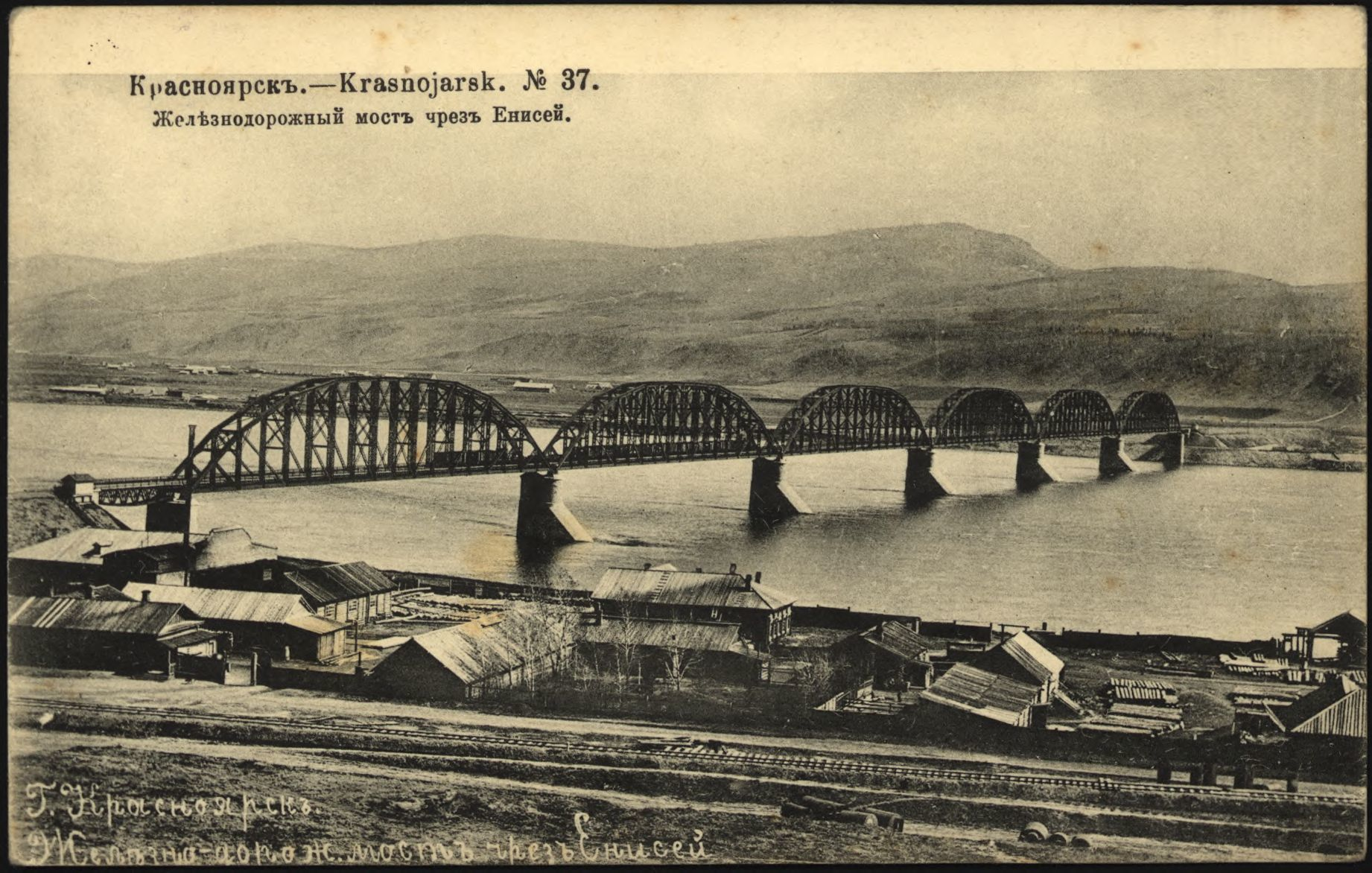
Красноярский железнодорожный мост в начале XX века

Летом 1913 года Фритьоф Нансен отправился в Карское море по приглашению Йонаса Лида в составе делегации: Востротин Степан Васильевич, Иосиф Григорьевич Лорис-Меликов (секретарь русской миссии в Норвегии) и др., исследующей возможный торговый Северный морской путь между Западной Европой и внутренними районами Сибири. Затем группа отправилась на барже «Туруханск» вверх по реке Енисею до Красноярска и далее через Китай по Китайско-Восточной железной дороге доехали до Владивостока, по пути заехали в Хабаровск, где Нансен познакомился с известным русским путешественником, исследователем Уссурийского края подполковником Владимиром Арсеньевым, откуда вернулись автомобилями, лошадьми и на тот момент недостроенным северным путём Транссибирской магистрали в Норвегию через Екатеринбург, где Нансен участвовал в заседании Русского Географического общества, доложив о плавании по Енисею. Нансен опубликовал отчет о путешествии по Сибири в книге «В страну будущего».
В апреле 1914 года правительство России устанавливает протекторат над Тувой, которая под названием Урянхайского края вошла в состав Енисейской губернии.
Подобное административно-территориальное деление сохранялось до начала 1920-х годов.
В середине 1921 года местные революционеры, поддержанные Красной Армией РСФСР, приняли решение о провозглашении национального суверенитета Тувы.
С 1923 года начинаются работы по районированию Сибири, положившие начало административному переустройству территории края. Упразднены волости, создаются укрупнённые районы.
В 1913 году Усинский пограничный округ преобразован в Усинско-Урянхайский край.
С 1913 года Енисейская губерния входит в Иркутское генерал-губернаторство.
17 апреля 1914 года Урянхайский край вошел в состав Усинского пограничного округа и административно был подчинен управлению Енисейской губернии.
В 1914 путешествие по Енисею совершила этнографическия экспедиция от музеев Оксфорда и Пенсильвании в составе Марии Чаплицкой антрополога, Генри Холла антрополога, Мод Хавиланд орнитолога, Дора Кертис, Василия Коробейникова. Исследователи прошли по суше до Красноярска, по Транссибирской магистрали и на пароходе «Орёл» поднялись по Енисею до устья Гольчиха, где провели лето изучая природу и верования коренных народов Сибири.
Усинский край образован в 1924 году в составе Енисейской губернии, однако уже в 1925 году вошёл в состав Минусинского округа Сибирского края, когда по постановлению ВЦИК от 25 мая 1925 года все губернии и области в Сибири упраздняются, их территории вливаются в единый Сибирский край, с центром в Новосибирске.

## Административное деление

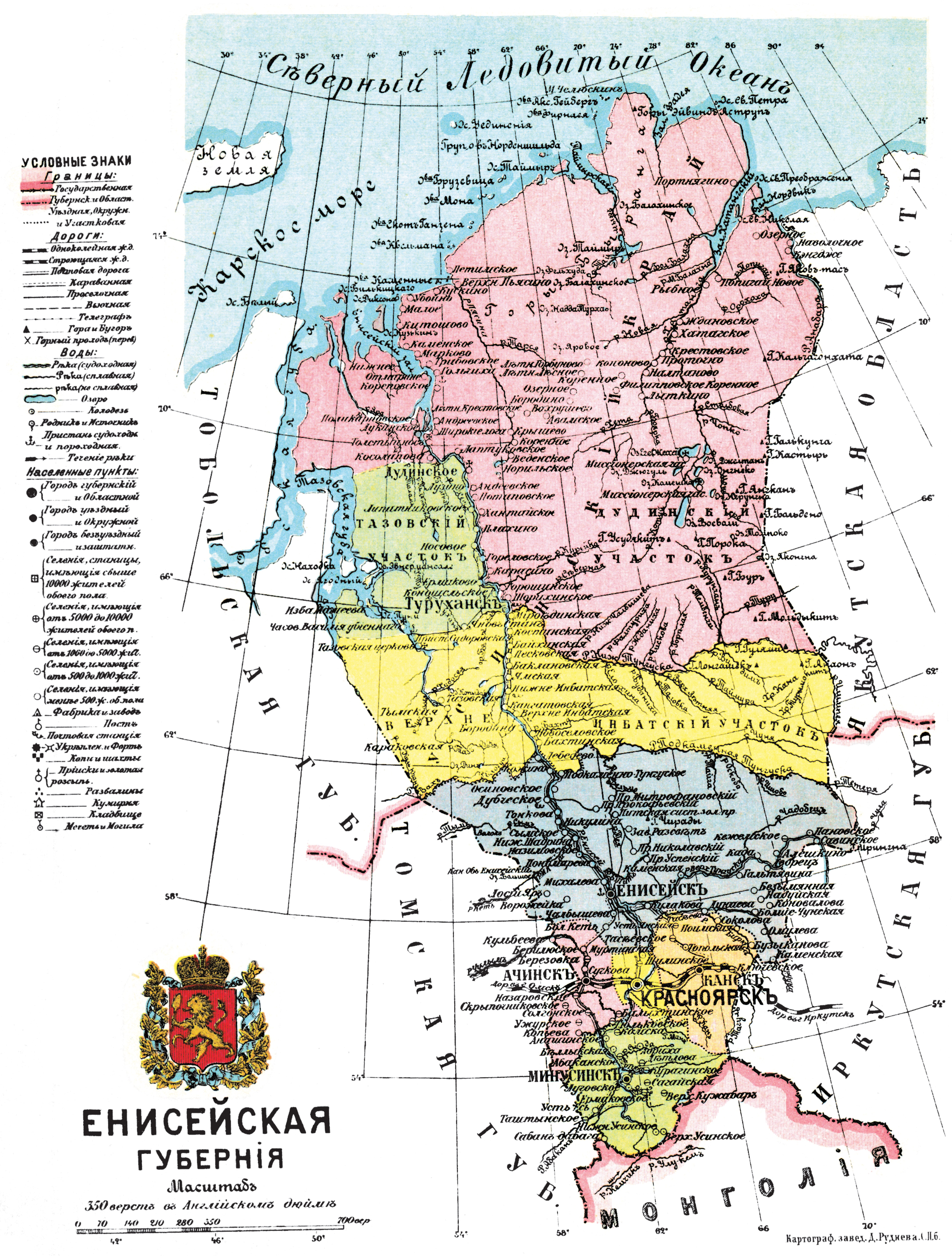
Карта Енисейской губернии. 1913 год

В конце XIX века в состав губернии входило 5 округов (с 1898 года — уездов) и Туруханский край, входящий в состав Енисейского округа:
| № | Уезд             | Центр                    | Герб уездного города | Площадь, вёрст² | Население (1897), чел. |
| - | ---------------- | ------------------------ | -------------------- | --------------- | ---------------------- |
| 1 | Ачинский         | Ачинск (6699 чел.)       |                      | 51 071,0        | 111 466                |
| 2 | Енисейский       | Енисейск (11 506 чел.)   |                      | 384 303,7       | 67 536                 |
| 3 | Канский          | Канск (7537 чел.)        |                      | 70 962,7        | 96 202                 |
| 4 | Красноярский     | Красноярск (26 699 чел.) |                      | 19 024,0        | 99 156                 |
| 5 | Минусинский      | Минусинск (10 231 чел.)  |                      | 79 571,9        | 182 733                |
| 6 | Туруханский край | Туруханск (212 чел.)     |                      | 1609 824,2      | 10 959                 |

## Население
| 1897    |
| ------- |
| 570 161 |

В 1760-е — 1780-е годы ссылка в Сибирь приобрела массовый характер. В 1820-е годы ссыльные составляют вторую по численности группу жителей Минусинска. В 1863 году в Енисейской губернии жило 44 994 ссыльных, что составляло 1/7 от всего населения губернии.
Во второй половине XIX — начале XX вв. формирование населения Енисейской губернии происходило в результате как продолжающихся стихийных, так и организованных миграционных процессов. По результатам Всеобщей переписи населения 1897 г. преобладало русскоязычное население, состоящего из Сибиряков и переселенцев, и сосредоточена основная масса инородческого населения, состоящая из сибирских народов.
По переписи 1897 года в губернии проживало 570,2 тыс. чел., в том числе в городах 62,9 тыс. чел. (11,7 %). В религиозном составе преобладали православные — 93,8 %, были также старообрядцы — 2,1 %, католики — 1,1 %, иудеи — 1,1 %, мусульмане — 0,8 % лютеране — 0,7 %. Грамотных — 13,7 %.
Национальный состав в 1897 году:
| Округ            | русские | татары и хакасы | украинцы | поляки | евреи | эвенки | мордва | якуты  | самодийцы | кеты  |
| ---------------- | ------- | --------------- | -------- | ------ | ----- | ------ | ------ | ------ | --------- | ----- |
| Губерния в целом | 83,0 %  | 7,7 %           | 3,8 %    | 1,0 %  | …     | …      | …      | …      | …         | …     |
| Ачинский         | 82,7 %  | 8,7 %           | 5,7 %    | …      | 1,1 % | …      | …      | …      | …         | …     |
| Енисейский       | 93,3 %  | 1,2 %           | …        | …      | 1,2 % | 1,9 %  | …      | …      | …         | …     |
| Канский          | 86,2 %  | 2,3 %           | 7,4 %    | 1,5 %  | 1,4 % | …      | …      | …      | …         | …     |
| Красноярский     | 92,4 %  | …               | 2,2 %    | 1,9 %  | 1,5 % | …      | …      | …      | …         | …     |
| Минусинский      | 75,8 %  | 16,5 %          | 2,9 %    | …      | …     | …      | 1,8 %  | …      | …         | …     |
| Туруханский край | 27,9 %  | …               | …        | …      | …     | 14,9 % | …      | 19,9 % | 28,6 %    | 8,4 % |
| Усинский         | 88,7 %  | 6,6 %           | 2,9 %    | …      | …     | …      | …      | …      | …         | …     |

## Руководство губернии

### Губернаторы
| Ф. И. О.                          | Титул, чин, звание                                   | Время замещения должности |
| --------------------------------- | ---------------------------------------------------- | ------------------------- |
| Степанов Александр Петрович       | действительный статский советник                     | 1823—26.04.1831           |
| Рославец Виктор Яковлевич         | статский советник                                    | 26.04.1831—21.06.1831     |
| Ковалёв Иван Гаврилович           | действительный статский советник                     | 02.07.1831—23.06.1835     |
| Копылов Василий Иванович          | статский советник (действительный статский советник) | 23.06.1835—20.06.1845     |
| Падалка Василий Кириллович        | статский советник (тайный советник)                  | 20.06.1845—14.07.1861     |
| Замятнин Павел Николаевич         | генерал-майор                                        | 06.12.1861—29.02.1868     |
| Чарторижский Лев Иванович         | генерал-майор                                        | 29.02.1868—24.05.1868     |
| Лохвицкий Аполлон Давыдович       | действительный статский советник (тайный советник)   | 14.08.1868—08.05.1882     |
| Педашенко Иван Константинович     | генерал-лейтенант                                    | 17.05.1882—01.01.1890     |
| Теляковский Леонид Константинович | действительный статский советник (тайный советник)   | 01.01.1890—24.01.1897     |
| Светлицкий Константин Николаевич  | генерал-майор                                        | 24.01.1897—09.01.1898     |
| Плец Михаил Александрович         | действительный статский советник (тайный советник)   | 09.01.1898—28.05.1903     |
| Айгустов Николай Алексеевич       | генерал-майор                                        | 28.05.1903—08.11.1905     |
| Давыдов Виктор Фёдорович          | статский советник, и. д.                             | 08.11.1905—05.08.1906     |
| Гирс Александр Николаевич         | действительный статский советник, и. д.              | 05.08.1906—30.06.1909     |
| Бологовский Яков Дмитриевич       | действительный статский советник                     | 30.06.1909—1913           |
| Крафт Иван Иванович               | действительный статский советник                     | 1913—1914                 |
| Кашкаров, Борис Дмитриевич        | действительный статский советник                     | 1914                      |
| Хозиков Иван Владимирович         | статский советник                                    | 21.01.1915—01.09.1915     |
| Гололобов Яков Георгиевич         | действительный статский советник                     | 1915—1917                 |

### Председатели губернского правления
| Ф. И. О.                      | Титул, чин, звание                                     | Время замещения должности |
| ----------------------------- | ------------------------------------------------------ | ------------------------- |
| Бобылев                       | коллежский советник                                    | 1836—1837                 |
| Турчанинов Николай Степанович | статский советник                                      | 1838—1845                 |
| Родюков Иван Григорьевич      | коллежский советник (действительный статский советник) | 1845—01.12.1862           |
| Гаупт Василий Васильевич      | статский советник                                      | 01.12.1862—29.04.1867     |
| Лаврентьев Алексей Николаевич | коллежский советник                                    | 29.04.1867—15.01.1871     |
| Титов Лаврентий Фёдорович     | статский советник (действительный статский советник)   | 15.01.1871—05.06.1876     |
| Длотовский Василий Васильевич | коллежский советник (статский советник)                | 05.06.1876—27.10.1880     |
| Заботкин Александр Степанович | статский советник (действительный статский советник)   | 25.04.1881—09.06.1887     |
| Булатов Виктор Николаевич     | коллежский советник (статский советник)                | 27.06.1887—24.01.1891     |
| Давыдов Дмитрий Никанорович   | действительный статский советник                       | 24.01.1891—01.12.1895     |

### Вице-губернаторы
| Ф. И. О.                         | Титул, чин, звание                              | Время замещения должности |
| -------------------------------- | ----------------------------------------------- | ------------------------- |
| Приклонский Василий Львович      | статский советник                               | 01.12.1895—15.02.1899     |
| Урусов Владимир Петрович         | князь, в звании камер-юнкера, статский советник | 12.03.1899—29.01.1900     |
| Хомутов Павел Фёдорович          | статский советник                               | 05.02.1900—19.10.1901     |
| Сазонов Иван Михайлович          | статский советник                               | 19.10.1901—24.07.1903     |
| Соколовский Владимир Николаевич  | коллежский советник                             | 24.07.1903—05.02.1907     |
| Беломестнов Николай Павлович     | действительный статский советник                | 05.02.1907—31.12.1908     |
| Миллер Александр Константинович  | действительный статский советник                | 31.12.1908—24.02.1910     |
| Лубенцов Анатолий Григорьевич    | статский советник                               | 24.02.1910—1913           |
| Писаренков Борис Васильевич      | коллежский советник                             | 1913—1916                 |
| Римский-Корсаков Леонид Петрович | полковник                                       | 1916—1917                 |

### Губернские комиссары Временного правительства
- 20 марта (2 апреля) — ? 1917 — Зубашев Ефим Лукьянович
- ? — 29 октября (11 ноября) 1917 — Крутовский Владимир Михайлович

### Председатели губисполкома
С декабря 1917 по 1918 и с сентября 1920 по май 1925 губернией руководил исполнительный комитет Енисейского губернского совета рабочих, крестьянских и солдатских (красноармейских) депутатов (губисполком).
Председатели губисполкома:
- 1917 — Окулов, Алексей Иванович
- 1917—1918 Вейнбаум, Григорий Спиридонович
- сентябрь — декабрь 1920 Завадский, Иван Абрамович
- декабрь 1920 — февраль 1921 Шумяцкий, Борис Захарович
- 1921 — Березовский, Феоктист Алексеевич
- 1921 — сентябрь 1923 Гольдич, Лев Ефимович
- сентябрь 1923 — 25 мая 1925 Шиханов, Павел Иванович

## Губернские архитекторы
- Воцкий, Павел Фёдорович — губернский архитектор с 1824 года по 1828 год.
  - Шаров, Пётр Алексеевич — помощник губернского архитектора с 1827 года по 1846 год. Исполнял обязанности губернского архитектора после отъезда Воцкого в Иркутск.
- Маковецкий, Дмитрий Александрович — губернский архитектор в 1829 году и с 1831 года по 1837 год.
- Алфеев, Яков Иванович — член Енисейской губернской строительной комиссии с 1847 года, губернский архитектор с 1850 года по 1852 год.
- Бетюцкий, Владимир Михайлович — губернский инженер с 1859 года, губернский архитектор с 1860 по 1861 год.
- Нюхалов, Северьян Васильевич — губернский архитектор с 1874 года по 1882 год.
- Фольбаум, Александр Александрович — губернский архитектор с 1890 года по 1909 год.
- Соколовский, Владимир Александрович — губернский архитектор с 1909 года по 1916 год[37].

## Экономика

### Сбор кедрового ореха
Кедровый орех добывали в Енисейской губернии во многих местах. Чистые кедровники встречались очень редко, кедру в большинстве случаев сопутствовали пихта и ель. Добыча ореха носила промысловый характер и давала заработок местному населению. Крестьяне организовывались в артель, которой руководил человек, хорошо знающий кедровники — староста или атаман. Артельщики были полноправные (имели лошадь, провиант) и половинщики, предлагавшие только свой труд и при дележе получавшие половинную долю. Выступала артель в тайгу с 1 по 6 августа, жила в балаганах, избушках. Обитую шишку собирали в мешки, раскладывали в кучи, где шишка согревалась и происходило вытапливание серы. Иногда на пай приходило от 40 до 50 пудов ореха. Чистый орех сплавляли по рекам или вывозили вьючно, а иногда по санному пути. Кедровая шишка добывалась разными способами. Сбор колотом вредно отзывался на кедре: от ударов по одному и тому же дереву на стволе появлялись раны.

### Золотодобыча
В 1830-40-е золотодобывающая промышленность в Енисейской губернии получила широкое распространение. На частных приисках работало большинство наёмных рабочих Сибири, занятых в промышленности. Особенно славился приисками Енисейский золотопромышленный округ, куда входило и Прангарье. Россыпи были разведаны не равномерно, большая часть приисков сосредоточилась на юге Минусинского округа. Кадры принимавшихся рабочих формировались из ссыльнопереселенцев, городской бедноты, крестьян-отказников. Приискатели, нередко с семьями, ютились землянках, шалашах, в бараках, в курных избах. Каждая семейная женщина за определённую плату кормила и обстирывала артель холостых рабочих из 4—5 и более человек. Условия работы на приисках были очень тяжелы: 13—15 часовой рабочий день, вода и грязь в разрезах, примитивные орудия труда. В 1888 из 11685 приисковых рабочих Енисейской губернии болело 5195 человек, то есть каждый второй. Одой из форм протеста против каторжных условий труда были побеги. В 1874 в Енисейской губернии было завербовано на прииски 11664 рабочих, из них 486 бежали. В 1880-е от общего числа рабочих совершили побег 5,7 % приискателей. Выход приискателя из тайги по окончании работ являлся крупным событием в приисковой жизни. Рабочий получал расчёт, покупал обновы себе и членам семьи. На золотых приисках существовала своя мода. Для выходных костюмов предпочитался плис, атлас, обязательным был шёлковый кушак, ценились высокие сапоги, нередко с тиснением. Несколько дней попоек, кутежей считалось делом обычным, некоторые рабочие с трудом заработанные деньги спускали за несколько дней. Для руководящего персонала, жильё на приисках, было выстроено по типу сельского жилья. Горница являлась одновременно и спальней, и гостиной комнатой.

## Интересные факты
- В XIX веке жители прибрежных селений между Енисейском и Красноярском имели обычай окликать все проплывающие мимо суда и плоты. Оклик производился нараспев, протяжным голосом: «а кто плывёт, а кто плывёт, а кто по имени плывёт?». Плывущие должны были откликаться и сообщать своё имя или крикнуть «добрые люди». Если они этого не делали, с берегов в лодках тотчас же отплывали жители, осматривали суда, спрашивая, нет ли чего «продажного»[42].
- Красноярский край практически полностью совпадает с границами Енисейской губернии.